# Paronychia adalia
Paronychia adalia är en nejlikväxtart som beskrevs av Mohammad Nazeer Chaudhri. Paronychia adalia ingår i släktet prasselörter, och familjen nejlikväxter. Inga underarter finns listade i Catalogue of Life.